# (5098) Tomsolomon
(5098) Tomsolomon es un asteroide perteneciente al cinturón de asteroides, descubierto el 14 de febrero de 1985 por Henri Debehogne desde el Observatorio de La Silla, Chile.

## Designación y nombre
Designado provisionalmente como 1985 CH2. Fue nombrado Tomsolomon en honor al catedrático Tom Solomon, ejerce en el Departamento de Física y Astronomía de la Universidad de Bucknell.

## Características orbitales
Tomsolomon está situado a una distancia media del Sol de 2,571 ua, pudiendo alejarse hasta 2,758 ua y acercarse hasta 2,384 ua. Su excentricidad es 0,072 y la inclinación orbital 9,644 grados. Emplea 1506,19 días en completar una órbita alrededor del Sol.

## Características físicas
La magnitud absoluta de Tomsolomon es 13,4. Tiene 5,624 km de diámetro y su albedo se estima en 0,267.